# دده‌کوی (حمام‌اوزو)
دده‌کوی (به ترکی استانبولی: Dedeköy) یک منطقهٔ مسکونی در ترکیه است که در حمام‌اوزو واقع شده‌است.